# Esquadrão de Demonstração Aérea da USAF (Thunderbirds)
O USAF Air Demonstration Squadron ("Thunderbirds") é o esquadrão de demonstração aérea da Força Aérea dos Estados Unidos (USAF). Os Thunderbirds são atribuídos à 57.ª Ala e estão baseados na Base Aérea de Nellis, em Nevada. Criada em 1953, o USAF Thunderbirds é a terceira equipe de acrobacia aérea formal (com o mesmo nome) mais antiga do mundo, após a Força Aérea Francesa "Patrouille de France" formada em 1931 e os "Blue Angels" da Marinha dos Estados Unidos formados em 1946.
O Esquadrão Thunderbirds percorre os Estados Unidos e grande parte do mundo, realizando formação acrobática e voo solo em aeronaves especialmente marcadas. O nome do esquadrão vem da lendária criatura que aparece nas mitologias de várias culturas indígenas norte-americanas.

## Visão geral
O Esquadrão Thunderbirds é um esquadrão da USAF, o que significa que não possui uma designação numérica. É também um dos esquadrões mais antigos da Força Aérea, suas origens remontam à organização do 30º Esquadrão Aero, formado em Kelly Field, Texas, em 13 de junho de 1917.
Os oficiais cumprem uma missão de dois anos com o esquadrão, enquanto o pessoal alistado serve de três a quatro anos. Como o esquadrão realiza no máximo 88 demonstrações aéreas por ano, os substitutos devem ser treinados para cerca de metade da equipe a cada ano, a fim de fornecer uma combinação constante de experiência. Além de suas responsabilidades de demonstração aérea, os Thunderbirds fazem parte da força de combate da USAF e, se necessário, podem ser rapidamente integrados a uma unidade de caça operacional. Desde 15 de fevereiro de 1974, os Thunderbirds são um componente da 57ª Ala na Base Aérea de Nellis. Desde 1953, eles voaram na frente de mais de 300 milhões de pessoas.

## Aviões utilizados
- F-84G Thunderjet - 1953 a 1954
- F-84F Thunderstreak - 1954 a 1956
- F-100C Super Sabre - 1956 a 1963
- F-105B Thunderchief - 1964
- F-100D Super Sabre - 1964 a 1968
- F-4E Phantom II - 1969 a 1973
- T-38 Talon - 1974 a 1981
- F-16A/B Fighting Falcon - 1983 a 1991
- F-16C/D Fighting Falcon - 1992 até a atualidade

## Outras patrulhas acrobáticas
- Asas de Portugal
- Esquadrilha da Fumaça
- Blue Angels